# Димовски, Горан
Горан Димовски (макед. Горан Димовски; 14 октября 1982, Велес, Социалистическая Республика Македония, СФРЮ) — македонский футболист, защитник.

## Карьера
Воспитанник школы клуба «Работнички». Выступал в македонском чемпионате как за «Работнички», так и за «Гёрче Петров». В 2008 году перешёл в грозненский «Терек», в составе которого провёл единственную игру 22 марта в рамках 2-го тура чемпионата России против «Сатурна», выйдя в стартовом составе и уступив на 70-й минуте место Дмитрию Долгову («Терек» проиграл 3:1).
В межсезонье в том же году вернулся в «Работнички», в 2010 году перешёл в «Дачию». В её составе отметился удивительным голом с середины поля в ворота «Академии» в 10-м туре чемпионата Молдавии 2012/2013. В начале ноября 2012 года объявил об уходе из команды ввиду окончания срока действия контракта.

## Стиль игры
Одинаково удачно играет как на позиции крайнего защитника, так и на позиции крайнего полузащитника. Мастер исполнения штрафных ударов.